# Sericoides obesa
Sericoides obesa är en skalbaggsart som beskrevs av Germain 1863. Sericoides obesa ingår i släktet Sericoides och familjen Melolonthidae. Inga underarter finns listade i Catalogue of Life.